# 何進
何 進（か しん、不明　- 光熹元年8月29日（189年9月22日））は、中国後漢末期の武将・政治家。字は遂高。荊州南陽郡宛県（現在の河南省南陽市宛城区）の人。異母妹は霊帝の皇后（何氏）。父は何真。継弟（義理の弟）は何苗（朱苗）。子の名は不詳。孫は何晏。

## 生涯
元々、何氏の家系は羊の屠殺業であった。
同郡出身の宦官郭勝の後押しがあって、異母妹が宮中に入り霊帝の貴人となったため、何進は採り立てられ郎中となり、虎賁中郎将を経て潁川太守に転じた。光和3年（179年）に宋皇后が廃され異母妹が皇后に立てられると、中央に戻り侍中となり、将作大匠・河南尹となった。
中平元年（184年）、太平道の張角による黄巾の乱が勃発すると、何進は大将軍となり、近衛兵を率いて首都の洛陽を守備し、兵器を修繕し軍備を整えたり、密偵の馬元義を捕らえる功績を挙げ、慎侯に封じられた。また皇甫嵩・朱儁・盧植・董卓らの働きにより、黄巾の乱も鎮圧された。しかし、鎮定後も各地で乱が続いた。
中平5年（188年）、霊帝による軍制改革が行われた。西園三軍（西園八校尉）を設置した上で霊帝自身が無上将軍と称し、さらに上軍校尉に寵愛する宦官の蹇碩を据えて、司隷校尉以下を総領する権限を与えた。この総領の対象には、大将軍である何進自身も含まれていた。
霊帝の後継を巡り劉弁・劉協が争うことになると、それぞれを支持する皇后何氏と霊帝の母董氏の間で激しい対立があった。蹇碩が董重と組み劉協を支持したが、中軍校尉の袁紹は何進と積極的に結びついて蹇碩らに対抗した。
中平6年（189年）4月、蹇碩は霊帝から劉協を後継とするよう、遺詔を与えられたという。蹇碩は霊帝が崩御した後、董重と組んで何進の誅殺を企てたが、司馬の潘隠が何進と親しく、計画を密告したため失敗した。5月に劉弁が即位すると、十常侍の趙忠を初めとする宦官の主流派は蹇碩を見捨て、何進に与した。その結果、ついに蹇碩ならびに董氏一党は排除され、6月には董太后も河間に戻され死去した。
少帝の即位後も、それまで朝野に鬱積していた不満が爆発し、特に宦官が世論の批判を浴びるようになった。そのため何進は、蹇碩に殺されかけた怒りもあったため宦官の排除に乗り出し、袁紹ら幕僚たちを集めて積極的に諮ったが、何太后や継弟が宦官を擁護したため、何氏同士で対立が生じる構図になった。また、外戚である何氏との連携によって事態を乗り越えようと図っていた宦官にとっても想定外の事態であり、中常侍の張譲が何進を説得しようとしている（『後漢書』巻69何進列伝）。何進が争いに及び腰になると、袁紹は地方の諸将を都に呼び寄せ、太后らに圧力をかけることを提案した。しかし、これに盧植・陳琳・曹操らが反対した（王沈の『魏書』）。再三の袁紹による催促の結果、何進はこれを容れ、王匡・橋瑁・鮑信・張楊・張遼・曹操に兵士や兵糧を集めさせると共に、丁原や董卓といった地方の将軍を呼び寄せた。また袁紹が大将軍の命であると偽って、各地に指令を出したこともあった。
このように情勢が緊迫していたため、袁紹は何進に対して宮中に軽々しく入るべきではないと忠告していた。しかし8月、何進は無警戒に宮中に参内したところを、宦官の段珪・畢嵐が率いた兵によって取り囲まれ、張譲に罵倒されながら嘉徳殿の前で殺害された。張譲らは何進を殺害すると詔を偽造し、宦官らに親属していた少府の許相と太尉の樊陵を利用し、都の兵を握ろうとした。このとき命令を疑った尚書に対し、何進の首を見せて示したという。
しかし、何進が普段から部下に対して親しく接していたため、激怒した何進の部下たちの反攻に遭うことになった。袁術は兵を挙げ、何進の部曲であった呉匡らとともに宮中に突入し、何太后の身柄を確保したが、少帝と陳留王（劉協）の身柄を宦官に奪われた。また、袁紹も叔父の袁隗ならびに盧植とともに、許相らを誘き出して斬り、何苗と協力して趙忠を捕らえ斬った。
こうして、宮中から宦官とそれに味方する勢力は一掃された。少帝と陳留王の身柄を奪って逃走した宦官の残党らも、変を知り軍を率いて上洛してきた董卓から自殺に追い込まれたという。少帝と陳留王は董卓に保護され都に戻ることが出来た。しかしこの混乱の中で、何苗も呉匡により殺害されてしまい、何氏は大きく勢力を弱めることになった。

## 小説
- 三国志名臣列伝 後漢篇　(宮城谷昌光、文藝春秋、2018年）

## 参考資料
- 後漢書/卷69
- 石井仁『曹操 魏の武帝』（新人物往来社、2000年）